# Remember Mary Magdalen
Remember Mary Magdalen est un film muet américain réalisé par Allan Dwan et sorti en 1914.

## Fiche technique
- Réalisation : Allan Dwan
- Scénario : Allan Dwan
- Pays d'origine :  États-Unis
- Genre : Film dramatique
- Durée : 20 minutes
- Date de sortie : 
  - États-Unis : 23 février 1914

## Distribution
- Pauline Bush
- Murdock MacQuarrie
- Lon Chaney